# Krigagem
Krigagem ou krigeagem (do inglês Kriging) é um método de regressão usado em geoestatística para aproximar ou interpolar dados. A teoria de Kriging foi desenvolvida a partir dos trabalhos do seu inventor, Daniel G. Krige, pelo matemático francês Georges Matheron, no começo dos anos sessenta. Na comunidade estatística, também é conhecido como “Processo Gaussiano de Regressão”. A estimação com base em apenas um atributo insere-se no âmbito da Krigagem; a estimação de um atributo à custa de outros atributos insere-se no âmbito da Co-krigagem.

## Introdução
Krigagem poderá ser entendido como uma predição linear ou uma forma da Inferência bayesiana. Parte do princípio que pontos próximos no espaço tendem a ter valores mais parecidos do que pontos mais afastados.
A técnica de Krigagem assume que os dados recolhidos de uma determinada população se encontram correlacionados no espaço. Isto é, se num aterro de resíduos tóxicos e perigosos a concentração de Zinco num ponto p é x, é muito provável que se encontrem resultados muito próximos de x quanto mais próximos se estiver do ponto p (princípio da geoestatística). Porém, a partir de determinada distância de p, certamente não se encontrarão valores aproximados de x porque a correlação espacial pode deixar de existir.
Considera-se o método de Krigagem do tipo BLUE (Best Linear Unbiased Estimator - Melhor Estimador Linear não-Viciado): é linear porque as suas estimativas são combinações lineares ponderadas dos dados existentes; é não enviesada pois procura que a média dos erros (desvios entre o valor real e o valor estimado) seja nula; é a melhor porque os erros de estimação apresentam uma variância (variância de estimação) mínima.
O termo Krigagem abrange um conjunto de métodos, sendo os mais usuais os seguintes:

## Tipos de Krigagem

### Krigagem Simples
Assume que as médias locais são relativamente constantes e de valor muito semelhante à média da população que é conhecida. A média da população é utilizada para cada estimação local, em conjunto com os pontos vizinhos estabelecidos como necessários para a estimação.

### Krigagem Normal
As médias locais não são necessariamente próximas da média da população usando-se apenas os pontos vizinhos para a estimação. É o método mais usado em problemas ambientais.

### Co-krigagem
É uma extensão do anterior a situações em que duas ou mais variáveis são espacialmente dependentes e a variável que se quer estimar não está amostrada com a intensidade com que estão as outras variáveis dependentes, utilizando-se os valores destas e as suas dependências para estimar a variável requerida.

## Conceitos matemáticos
O Método de Krigagem serve-se de diversas teorias explanadas na estatística. No entanto, para deixarmos mais claras as teorias de estatística usadas e mais direcionadas ao escopo deste texto, explicaremos alguns conceitos.

## Semi-variância e semi-variograma

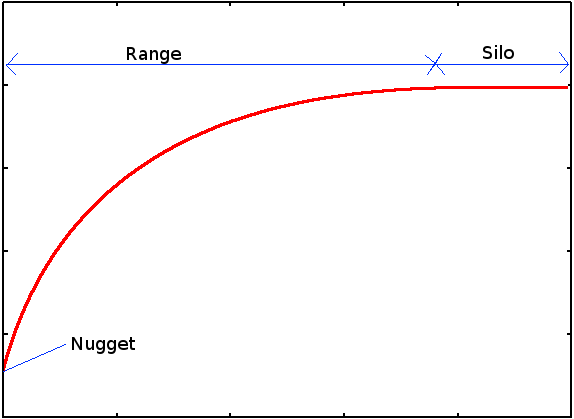
Variograma

A semi-variância é a medida do grau de dependência espacial entre duas amostras. A magnitude da semi-variância entre dois pontos depende da distância entre eles, implicando em semi-variâncias menores para distâncias menores e semi-variâncias maiores para distâncias maiores. O gráfico das semi-variâncias em função da distância a um ponto é chamado de Semi-variograma. A partir de uma certa distância a semi-variância não mais aumentará com a distância e estabilizar-se-á num valor igual à variância média, dando a esta região o nome de silo ou patamar (sill). A distância entre o início do semi-variograma e o começo do silo recebe o nome de range ou amplitude ou alcance. Ao extrapolarmos a curva do semi-variograma para a distância zero, podemos chegar a um valor não-nulo de semi-variância. Este valor recebe o nome de Efeito Pepita (Nugget Effect).

### Modelos de Variograma
No Método de Krigagem normalmente são usados quatro tipos de variogramas. Neles, são usadas as seguintes variáveis:
{\displaystyle v\,}: variância
{\displaystyle c_{0}\,}: nugget
{\displaystyle a\,}: efeito pepita
{\displaystyle c_{0}+c\,}: variância assintótica
{\displaystyle h\,}: distância de separação

#### Linear
Este modelo não apresenta silo e é muito simples. Sua curva pode ser representada por:
{\displaystyle v=c_{0}+ch\,}

#### Esférico
A forma esférica é a mais utilizada e possui silo. Sua forma é definida por:
{\displaystyle v={\begin{cases}c_{0}+c[1.5({\frac {h}{a}})-0.5({\frac {h}{a}})^{3}],&{\mbox{se }}h<a\\c_{0}+c,&{\mbox{se }}h>a\end{cases}}}

#### Exponencial
A curva do variograma exponencial respeita a seguinte equação:
{\displaystyle v=c_{0}+c(1-e^{\frac {-h}{b}})\,}

#### Gaussiano
A forma gaussiana é dada por:
{\displaystyle v={\begin{cases}c_{0}+c(1-e^{\frac {-h^{2}}{a^{2}}}),&{\mbox{se }}h<a\\c_{0}+c,&{\mbox{se }}h>a\end{cases}}}

## O Método de Krigagem

### Determinação do Semivariograma
Toma-se como base a simulação de um sistema de duas dimensões (2D) que contém um número finito de pontos onde é possível a medição de uma grandeza qualquer. Após a aquisição destes dados, iniciar-se-á a interpolação por Kriging buscando alcançar uma maior resolução. O primeiro passo é construir um semivariograma experimental. Para tal, calcula-se a semivariância de cada ponto em relação aos demais e insere-se no gráfico da semivariância pela distância.
{\displaystyle v(h=d_{ip})={\frac {1}{2n}}\sum _{i=1}^{n}(f_{i}-f_{p})^{2}}
A partir deste gráfico estima-se o modelo de variograma que melhor se aproxima da curva obtida. O efeito pepita pode estar presente no semivariograma experimental e deve ser considerado. Determinado o modelo do semivariograma a ser usado, inicia-se a fase de cálculos. Sendo o semivariograma uma função que depende da direção, é natural que apresente valores diferentes conforme a direção, recebendo este fenómeno o nome de Anisotropia. Caso o semivariograma apresente uma forma semelhante em todas as direções do espaço, só dependendo de h, diz-se que a estrutura é Isotrópica, i. e., sem direções privilegiadas de variabilidade.

### Cálculo dos Pesos
Considere, para o cálculo da Krigagem, a seguinte fórmula:
{\displaystyle F(x,y)=\sum _{i=1}^{n}w_{i}f_{i}}
onde {\displaystyle n} é o número de amostras obtidas, {\displaystyle f_{i}} é o valor obtido no ponto {\displaystyle i} e {\displaystyle w_{i}} é o peso designado ao ponto {\displaystyle i}.
A fim de obter os pesos de cada um dos {\displaystyle n} pontos, para cada um deles é realizado um cálculo de {\displaystyle w_{1},w_{2},...,w_{n}}. Tal procedimento depende do tipo de Krigagem que está a ser utilizado. Salienta-se a seguinte notação:
{\displaystyle w_{j}\,}: peso do j-ésimo ponto
{\displaystyle S(d_{ij})\,}: valor da semi-variância de {\displaystyle d_{ij}}
{\displaystyle \lambda \,}: variável temporária

#### Krigagem Normal
Neste caso é utilizada a média local dos pontos amostrados. Por conseguinte, deve-se normalizar a média dos pesos. Consequentemente, tem-se um resultado mais preciso do que a Krigagem Simples. Utilizar-se-ão as seguintes equações para a determinação dos valores dos pesos no p-ésimo ponto:
{\displaystyle {\begin{cases}w_{1}S(d_{11})+w_{2}S(d_{12})+...+w_{n}S(d_{1n})+\lambda =S(d_{1p})\\w_{1}S(d_{21})+w_{2}S(d_{22})+...+w_{n}S(d_{2n})+\lambda =S(d_{2p})\\\wr \\w_{1}S(d_{n1})+w_{2}S(d_{n2})+...+w_{n}S(d_{nn})+\lambda =S(d_{np})\\w_{1}+w_{2}+...+w_{n}=1\end{cases}}}

#### Krigagem Simples
Para este caso, utiliza-se a média de todos os dados. Implica-se, portanto, em não se normalizar a média local dos pesos, como no caso anterior. Assim, teremos quase que a mesma equação, exceto pela exclusão de {\displaystyle \lambda } e pela última equação. A característica principal deste método é a geração de gráficos mais lisos e mais esteticamente suaves. Deve-se salientar que este caso é menos preciso que o caso anterior. Os valores dos pesos para o p-ésimo ponto serão dados por:
{\displaystyle {\begin{cases}w_{1}S(d_{11})+w_{2}S(d_{12})+...+w_{n}S(d_{1n})=S(d_{1p})\\w_{1}S(d_{21})+w_{2}S(d_{22})+...+w_{n}S(d_{2n})=S(d_{2p})\\\wr \\w_{1}S(d_{n1})+w_{2}S(d_{n2})+...+w_{n}S(d_{nn})=S(d_{np})\end{cases}}}

### Obtendo o Ponto Interpolado
Ao obtermos os valores de {\displaystyle w_{1},w_{2},...,w_{n}}, calcula-se o valor de {\displaystyle f_{p}}:
{\displaystyle f_{p}=w_{1}f_{1}+w_{2}f_{2}+...+w_{n}f_{n}\,}
Desta maneira, calcula-se o valor interpolado para todos os pontos desejados. Ressalta-se que somente devem ser utilizados os valores adquiridos acima.

### Interpolando Outros Pontos
A obtenção do valor interpolado em um outro ponto requer a repetição de todos os cálculos realizados a partir da obtenção do modelo de variograma. Desta forma, para aumentarmos a resolução que é pretendida, deve-se recorrer à métodos matemáticos para a resolução computacional. Diversos códigos foram desenvolvidos para esta resolução, mas um dos melhores algoritmos pode ser obtido no link abaixo. Ele fora desenvolvido inicialmente para a linguagem Fortran, porém foi recodificado para C com a ajuda da biblioteca fortran2c e apresenta-se totalmente em C:
- Kriging Interpolation Algorithm in C

## Algoritmo da krigagem (Python)
A implementação bidimensional que se segue é feita na linguagem Python (versão 2.7.2) com recurso à biblioteca NumPy tendo por esse motivo o seguinte cabeçalho de importações (está considerado também a biblioteca matplotlib usada para visualização):
```
from
 
__future__
 
import
 
division

import
 
numpy
 
as
 
np

import
 
matplotlib.pyplot
 
as
 
plt

```

Repare-se que a primeira linha de importação refere-se à possibilidade de uma divisão entre inteiros poder ser lida como podendo ter um resultado decimal não sendo de maior consequência na transcrição do seguinte procedimento para qualquer outra linguagem (inclusive o próprio Python em versões mais recentes). A função que se segue faz, com efeito, a interpolação por krigagem simples com recurso a uma matriz de dados na qual a primeira coluna é a coluna da posição X, a segunda posição Y, e terceira valor da amostra. O último argumento trata-se de uma tupla ou lista com o valor da amplitude na direção X (posição 0) e direção Y (posição 1).
```
def
 
KS
(
dados
,
blocos
,
variograma
):

    
resultado
 
=
 
np
.
zeros
(
blocos
)

    
    
cov_angulos
 
=
 
np
.
zeros
((
dados
.
shape
[
0
],
dados
.
shape
[
0
]))

    
cov_distancias
 
=
 
np
.
zeros
((
dados
.
shape
[
0
],
dados
.
shape
[
0
]))

    
K
 
=
 
np
.
zeros
((
dados
.
shape
[
0
],
dados
.
shape
[
0
]))

    
for
 
i
 
in
 
xrange
(
dados
.
shape
[
0
]
-
1
):

        
cov_angulos
[
i
,
i
:]
=
np
.
arctan2
((
dados
[
i
:,
1
]
-
dados
[
i
,
1
]),(
dados
[
i
:,
0
]
-
dados
[
i
,
0
]))

        
cov_distancias
[
i
,
i
:]
=
np
.
sqrt
((
dados
[
i
:,
0
]
-
dados
[
i
,
0
])
**
2
+
(
dados
[
i
:,
1
]
-
dados
[
i
,
1
])
**
2
)

    
for
 
i
 
in
 
xrange
(
dados
.
shape
[
0
]):

        
for
 
j
 
in
 
xrange
(
dados
.
shape
[
0
]):

            
if
 
cov_distancias
[
i
,
j
]
!=
0
:

                
amp
=
np
.
sqrt
((
variograma
[
1
]
*
np
.
cos
(
cov_angulos
[
i
,
j
]))
**
2
+
(
variograma
[
0
]
*
np
.
sin
(
cov_angulos
[
i
,
j
]))
**
2
)

                
K
[
i
,
j
]
=
dados
[:,
2
]
.
var
()
*
(
1
-
np
.
e
**
(
-
3
*
cov_distancias
[
i
,
j
]
/
amp
))

    
K
 
=
 
K
 
+
 
K
.
T

    
    
for
 
x
 
in
 
xrange
(
resultado
.
shape
[
0
]):

        
for
 
y
 
in
 
xrange
(
resultado
.
shape
[
1
]):

             
distancias
 
=
 
np
.
sqrt
((
x
-
dados
[:,
0
])
**
2
+
(
y
-
dados
[:,
1
])
**
2
)

             
angulos
 
=
 
np
.
arctan2
(
y
-
dados
[:,
1
],
x
-
dados
[:,
0
])

             
amplitudes
 
=
 
np
.
sqrt
((
variograma
[
1
]
*
np
.
cos
(
angulos
[:]))
**
2
+
(
variograma
[
0
]
*
np
.
sin
(
angulos
[:]))
**
2
)

             
M
 
=
 
dados
[:,
2
]
.
var
()
*
(
1
-
np
.
e
**
(
-
3
*
distancias
[:]
/
amplitudes
[:]))

             
W
 
=
 
LA
.
solve
(
K
,
M
)

             
resultado
[
x
,
y
]
 
=
 
np
.
sum
(
W
*
(
dados
[:,
2
]
-
dados
[:,
2
]
.
mean
()))
+
dados
[:,
2
]
.
mean
()

    
return
 
resultado

```

O algoritmo acima feito não usa qualquer motor de procura ou limite de amostras. Desta maneira todas as amostras são usadas no sistema de krigagem pelo que apenas é necessário calcular a matriz M, com o valor de variogram entre todas as amostras, uma vez. Isto é feito na seguinte parcela de código:
```
    
cov_angulos
 
=
 
np
.
zeros
((
dados
.
shape
[
0
],
dados
.
shape
[
0
]))

    
cov_distancias
 
=
 
np
.
zeros
((
dados
.
shape
[
0
],
dados
.
shape
[
0
]))

    
K
 
=
 
np
.
zeros
((
dados
.
shape
[
0
],
dados
.
shape
[
0
]))

    
for
 
i
 
in
 
xrange
(
dados
.
shape
[
0
]
-
1
):

        
cov_angulos
[
i
,
i
:]
=
np
.
arctan2
((
dados
[
i
:,
1
]
-
dados
[
i
,
1
]),(
dados
[
i
:,
0
]
-
dados
[
i
,
0
]))

        
cov_distancias
[
i
,
i
:]
=
np
.
sqrt
((
dados
[
i
:,
0
]
-
dados
[
i
,
0
])
**
2
+
(
dados
[
i
:,
1
]
-
dados
[
i
,
1
])
**
2
)

    
for
 
i
 
in
 
xrange
(
dados
.
shape
[
0
]):

        
for
 
j
 
in
 
xrange
(
dados
.
shape
[
0
]):

            
if
 
cov_distancias
[
i
,
j
]
!=
0
:

                
amp
=
np
.
sqrt
((
variograma
[
1
]
*
np
.
cos
(
cov_angulos
[
i
,
j
]))
**
2
+
(
variograma
[
0
]
*
np
.
sin
(
cov_angulos
[
i
,
j
]))
**
2
)

                
K
[
i
,
j
]
=
dados
[:,
2
]
.
var
()
*
(
1
-
np
.
e
**
(
-
3
*
cov_distancias
[
i
,
j
]
/
amp
))

    
K
 
=
 
K
 
+
 
K
.
T

```

De resto apenas é necessário calcular a matriz M por cada nó da malha de resultados de maneira a resolver o sistema K*W=M (o objectivo é obter W, a matriz de pesos). Após o cálculo dos pesos basta multiplicar os mesmos aos dados e proceder à soma final (com atenção à forma de cálculo em krigagem simples onde: resultado = Soma(W*dados - média) + média). Repare-se que nesta krigagem simples poderia haver um outro argumento que é a média imposta pelo utilizador que posteriormente é utilizado no cálculo do ponto a estimar (nesta implementação é automáticamente considerado a média dos dados de entrada).
```
  
    
for
 
x
 
in
 
xrange
(
resultado
.
shape
[
0
]):

        
for
 
y
 
in
 
xrange
(
resultado
.
shape
[
1
]):

             
distancias
 
=
 
np
.
sqrt
((
x
-
dados
[:,
0
])
**
2
+
(
y
-
dados
[:,
1
])
**
2
)

             
angulos
 
=
 
np
.
arctan2
(
y
-
dados
[:,
1
],
x
-
dados
[:,
0
])

             
amplitudes
 
=
 
np
.
sqrt
((
variograma
[
1
]
*
np
.
cos
(
angulos
[:]))
**
2
+
(
variograma
[
0
]
*
np
.
sin
(
angulos
[:]))
**
2
)

             
M
 
=
 
dados
[:,
2
]
.
var
()
*
(
1
-
np
.
e
**
(
-
3
*
distancias
[:]
/
amplitudes
[:]))

             
W
 
=
 
LA
.
solve
(
K
,
M
)

             
resultado
[
x
,
y
]
 
=
 
np
.
sum
(
W
*
(
dados
[:,
2
]
-
dados
[:,
2
]
.
mean
()))
+
dados
[:,
2
]
.
mean
()

```

Para fazer krigagem normal as modificações são poucas. A matriz K tem mais uma coluna e mais uma linha e a matriz M tem mais um elemento também. A multiplicação dos pesos (sem considerar o último valor) pelos dados dá-nos o valor estimado em cada bloco.
```
  

def
 
OK
(
dados
,
blocos
,
variograma
):

    
resultado
 
=
 
np
.
zeros
(
blocos
)

    
    
cov_angulos
 
=
 
np
.
zeros
((
dados
.
shape
[
0
],
dados
.
shape
[
0
]))

    
cov_distancias
 
=
 
np
.
zeros
((
dados
.
shape
[
0
],
dados
.
shape
[
0
]))

    
K
 
=
 
np
.
zeros
((
dados
.
shape
[
0
]
+
1
,
dados
.
shape
[
0
]
+
1
))

    
for
 
i
 
in
 
xrange
(
dados
.
shape
[
0
]
-
1
):

        
cov_angulos
[
i
,
i
:]
=
np
.
arctan2
((
dados
[
i
:,
1
]
-
dados
[
i
,
1
]),(
dados
[
i
:,
0
]
-
dados
[
i
,
0
]))

        
cov_distancias
[
i
,
i
:]
=
np
.
sqrt
((
dados
[
i
:,
0
]
-
dados
[
i
,
0
])
**
2
+
(
dados
[
i
:,
1
]
-
dados
[
i
,
1
])
**
2
)

    
for
 
i
 
in
 
xrange
(
dados
.
shape
[
0
]):

        
for
 
j
 
in
 
xrange
(
dados
.
shape
[
0
]):

            
if
 
cov_distancias
[
i
,
j
]
!=
0
:

                
amp
=
np
.
sqrt
((
variograma
[
1
]
*
np
.
cos
(
cov_angulos
[
i
,
j
]))
**
2
+
(
variograma
[
0
]
*
np
.
sin
(
cov_angulos
[
i
,
j
]))
**
2
)

                
K
[
i
,
j
]
=
dados
[:,
2
]
.
var
()
*
(
1
-
np
.
e
**
(
-
3
*
cov_distancias
[
i
,
j
]
/
amp
))

    
K
 
=
 
K
 
+
 
K
.
T

    
K
[
-
1
,:]
 
=
 
1

    
K
[:,
-
1
]
 
=
 
1

    
K
[
-
1
,
-
1
]
 
=
 
0

    
    
for
 
x
 
in
 
xrange
(
resultado
.
shape
[
0
]):

        
for
 
y
 
in
 
xrange
(
resultado
.
shape
[
1
]):

             
distancias
 
=
 
np
.
sqrt
((
x
-
dados
[:,
0
])
**
2
+
(
y
-
dados
[:,
1
])
**
2
)

             
angulos
 
=
 
np
.
arctan2
(
y
-
dados
[:,
1
],
x
-
dados
[:,
0
])

             
amplitudes
 
=
 
np
.
sqrt
((
variograma
[
1
]
*
np
.
cos
(
angulos
[:]))
**
2
+
(
variograma
[
0
]
*
np
.
sin
(
angulos
[:]))
**
2
)

             
M
 
=
 
np
.
ones
((
dados
.
shape
[
0
]
+
1
,
1
))

             
M
[:
-
1
,
0
]
 
=
 
dados
[:,
2
]
.
var
()
*
(
1
-
np
.
e
**
(
-
3
*
distancias
[:]
/
amplitudes
[:]))

             
W
 
=
 
LA
.
solve
(
K
,
M
)

             
resultado
[
x
,
y
]
 
=
 
np
.
sum
(
W
[:
-
1
,
0
]
*
(
dados
[:,
2
]))

    
return
 
resultado

```

A última linha da matriz K é populada por 1 excepto o último valor (que é zero). O mesmo para a última coluna da mesma matriz como se pode ver nesta parcela de código:
```
  
    
K
[
-
1
,:]
 
=
 
1

    
K
[:,
-
1
]
 
=
 
1

    
K
[
-
1
,
-
1
]
 
=
 
0

```

Para melhor compreensão do algoritmo descrito aqui é importante que se compreenda o que algumas das funções fazem:
- np.arctan2() - devolve o ângulo em recurso à distância nas coordenadas em Y e X.
- np.sum() - devolve a soma de todos os elementos do vector a que se aplica.
- np.sqrt() - calcula a raiz quadrada de um dado valor (ver formulação para o cálculo da Distância).

Na  utilização da função o utilizador deverá introduzir como argumentos a matriz de dados (onde as colunas devem ser X, Y , valor, por esta ordem: 0,1,2), uma tupla com o número de blocos na dimensão X e Y, por exemplo: (150,200), e finalmente o valor da potência que se pretende utilizar (2 para o inverso do quadrado das distâncias). No exemplo seguinte a estimação vai ser feita numa matriz de 150 blocos na direção X e 200 blocos na direção Y com recurso à função transcrita acima e ao seguinte conjunto de dados:

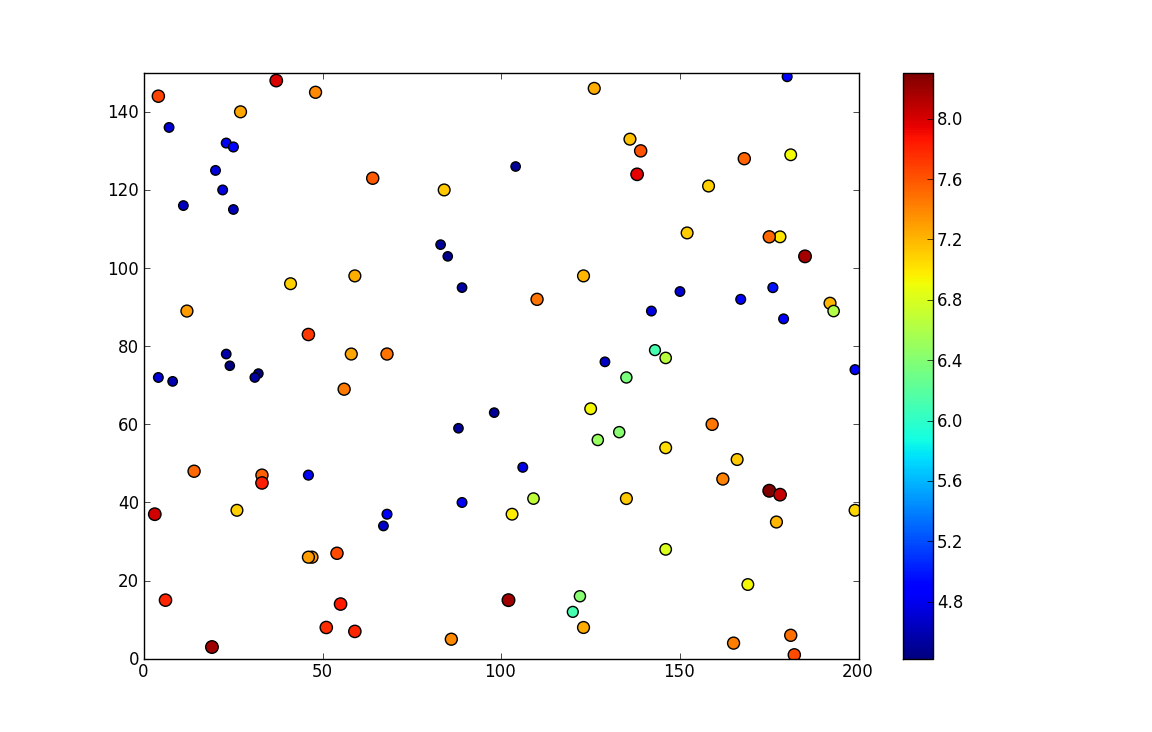
Dados utilizados no exemplo de estimação.

Da função, utilizando a krigagem simples e normal, resultou o seguinte por comparação com a imagem original de onde foram retirados os dados:
A alteração do modelo de variograma imposto tem influência no resultado final como podemos ver nos dois modelos utilizados na implementação acima da krigagem simples que deram origem aos seguintes resultados: